# 南鏜
南鏜（1461年—1530年），字彥聲，號商溪，陕西商州人，民籍，明朝政治人物。同進士出身。

## 生平
生于明天顺五年九月初六，贈礼部郎中南瑄长子。成化十六年（1480年）庚子科陕西鄉試舉人，成化二十年（1484年）己未科三甲八十六名進士，授吏部考功司主事，弘治十七年（1504年）十二月由禮部主客司郎中升河南布政司右參政，正德二年（1507年）六月升本司右布政使，三年八月轉左布政使，四年十月升南京太僕寺卿，五年三月因违旨令致仕。嘉靖九年六月十八日卒于家，享年七十岁。